# Valery Korolev
Pour les articles homonymes, voir Korolev.
Valery Korolev (en russe : Валерий Николаевич Королёв), né le 7 septembre 1965, à Leningrad, dans la République socialiste fédérative soviétique de Russie (Union soviétique), est un joueur russe de basket-ball. Il évolue durant sa carrière au poste de pivot.

## Palmarès
- Finaliste du championnat du monde 1990